# Iran Barkley
Pour les articles homonymes, voir Barkley.
Iran Barkley est un boxeur américain né le 6 mai 1960 dans le Bronx à New York.

## Carrière
Il a remporté au cours de sa carrière le titre de champion du monde dans 3 catégories différentes: poids moyens WBC (en 1988 et 1989), super-moyens IBF (en 1992 et 1993) et mi-lourds WBA (en 1992).
Son neveu, Saquon Barkley, est un célèbre joueur de football américain.

## Distinction
- Duran - Barkley est élu combat de l’année en 1989 par Ring Magazine[1].